# Чирко Іван Корнійович
Чирко Іван Корнійович (нар. 8 березня 1922, Носівка — 10 травня 2003) — український письменник-перекладач китайської та японської літератури.

## Життєпис
У 1940 році завершив Носівську середню школу № 1. Закінчив Школу військових перекладачів східних мов та Київський педінститут іноземних мов за спеціальністю «англійська мова». Учасник Другої світової війни, радянсько-японської, працював перекладачем та дешифрувальником. Звільнився в запас 1952 року.
Викладав східні мови у Київському державному університеті імені Т. Г. Шевченка та військовому училищі ім. Фрунзе. Працював у видавництві «Молодь». Був старшим викладачем китайської мови у Міністерстві Закордонних Справ та старшим науковим працівником Інституту Українознавства. Член спілки письменників Російської Федерації. Один із засновників гімназії з поглибленим вивченням китайської мови у Києві.
В 1990-ті мовознавець береться до титанічного завдання – укладання українсько-китайського та китайсько-українського словника, співпрацюючи з директором Інституту лексикографічних досліджень Університету Хейлунцзян Чженом Шупу (郑述谱),  редактором першого в сучасному Китаї «Українсько-китайського словника» (乌克兰语汉语词典), складеного Інститутом лексикографії Хейлунцзянського університету і виданого в 1990 році.
Результатом співробітництва Івана Чирка з цим китайським науковцем став «Короткий українсько-китайський та китайсько-український словник» (精选乌汉汉乌词典), надрукований у Китаї 2008 року видавництвом «Шан’y іньшугуань» у співпраці з українським видавничим домом «Альтернативи».
26 червня 2019 р. на засіданні вченої ради Інституту сходознавства ім. А. Ю. Кримського НАН України (протокол № 4) була затверджнна академічна система транскрибування українською мовою китайських слів та власних назв, з метою запровадження в Україні уніфікованого державного стандарту референтної таблиці складів та супутніх правил транскрибування. За основу було взято систему, створену І. К. Чирком.
Перекладав з китайської Лу Сіня, Лао Ше, Ду Пенчена, Мао Дуня, Ба Цзіня, Пу Сунліна та інших, а також Арісіму Такео з японської.

## Учні Івана Чирка
Сергій Олександрович Костенко

## Вибрані переклади
| - Мао Дунь. Веселка. Роман / Пер. з кит. І. Чирко. Київ, 1959. - Ся Янь. Випробування. Драма / Пер. з кит. І. Чирко. — Київ, 1957. - Чжу Бай. Веселий день. Дитяче оповідання / Пер. з кит. І. Чирко. — Київ, 1957. - Лі Ке, Лі Веіхань. Підземна війна. Роман / Пер. з кит. І. Чирко та ін., Київ, 1959. - Лу Сінь. Рідне село. Збірка оповідань / Пер. з кит. І. Чирко. Київ, 1957. - Лу Сінь. Справжня історія А-К'ю. Повість / Пер. з кит. І. Чирко. Київ, 1958. - Гао Юйбао. Я хочу вчитись. Повість / Пер. з кит. І. Чирко. Київ, 1959. - Лу Сінь. Вибрані твори / Пер. з кит. І. Чирко. Київ, 1961. - Ду Пенчен. У мирні дні. Повість / Пер. з кит. І. Чирко. Київ, 1961. - Чжоу Лібо. Незвичайна весна. Роман / Пер. з кит. І. Чирко та ін. Київ, 1962. - Такео, Арісіма. Жінка / пер. з яп. I. Чирко. — К. : Дніпро, 1970 . — 311 с. | - Лао Ше. Серп місяця. Новели / Пер. з кит. І. Чирко. Київ, 1974. - Ба Цзінь. Сім'я. Роман / Пер. з кит. І. Чирко. Київ, 1976. - Лао Ше. Сянцзи — верблюд. Роман / Пер. з кит. І. Чирко. Київ, 1978. - Лао Ше. День народження Сяопо. Повість-казка / Пер. з кит. І. Чирко. Київ, 1984. - Пу Сунлін. Ченці-чудотворці. Новели / Пер. з кит. І. Чирко. Київ, 1980. - Лу Сінь. Твори / Пер. з кит. І. Чирко. Київ, 1981. - Лю Цін. Історія початку. Роман / Пер. з кит. І. Чирко. Київ, 1988. - Мао Дунь. Іржа. Роман / Пер. з кит. І. Чирко. Київ, 1985. - Мао Дунь. Нічні роздуми. Критичний нарис / Пер. з кит. І. Чирко. Київ, 1989. - Гу Хуа. Подружня вірність / Пер. з кит. І. Чирко // Всесвіт, 1989, № 10. |